# Diocesi di Lamego

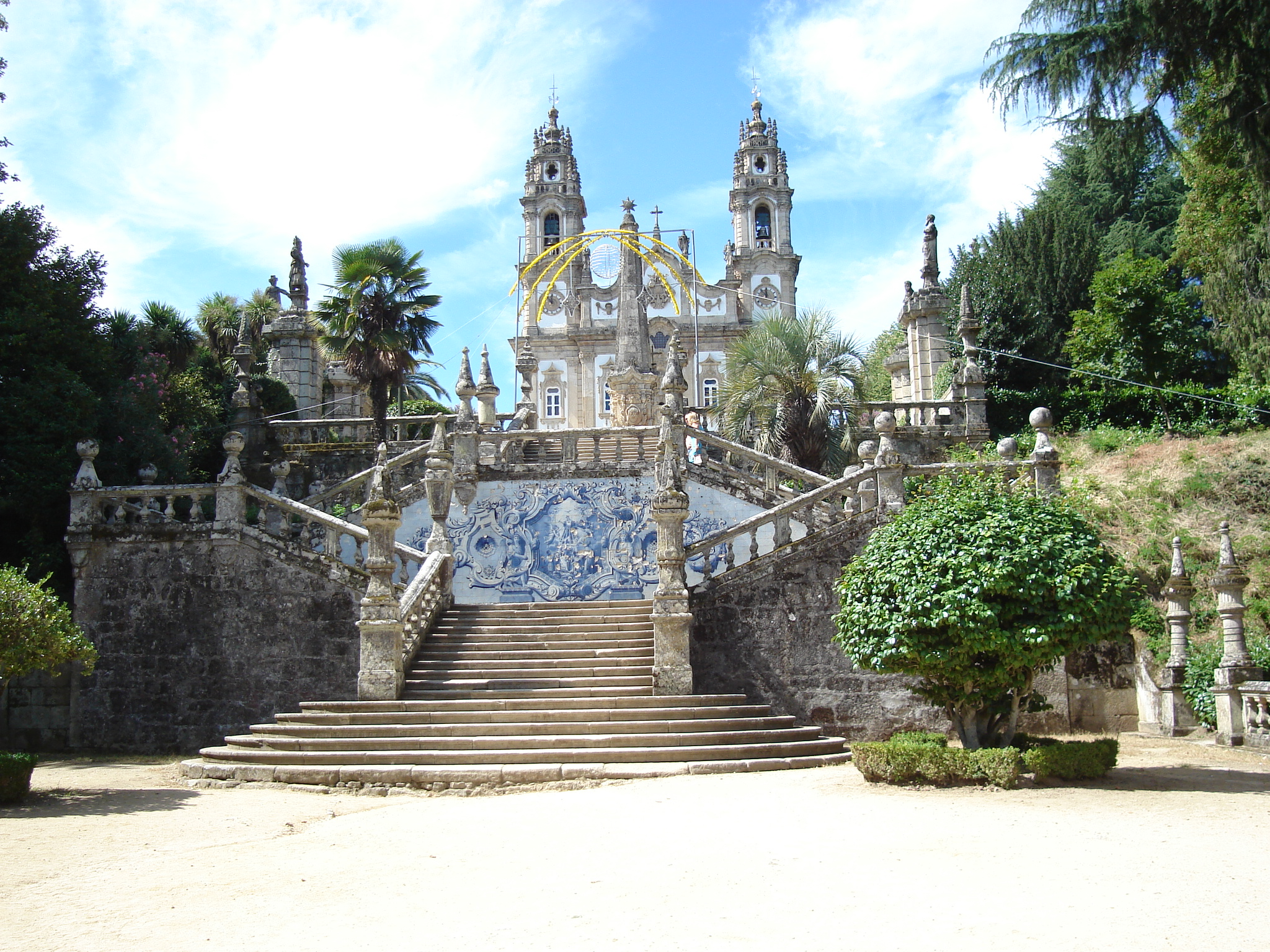
Il santuario della Madonna dei Rimedi a Lamego.

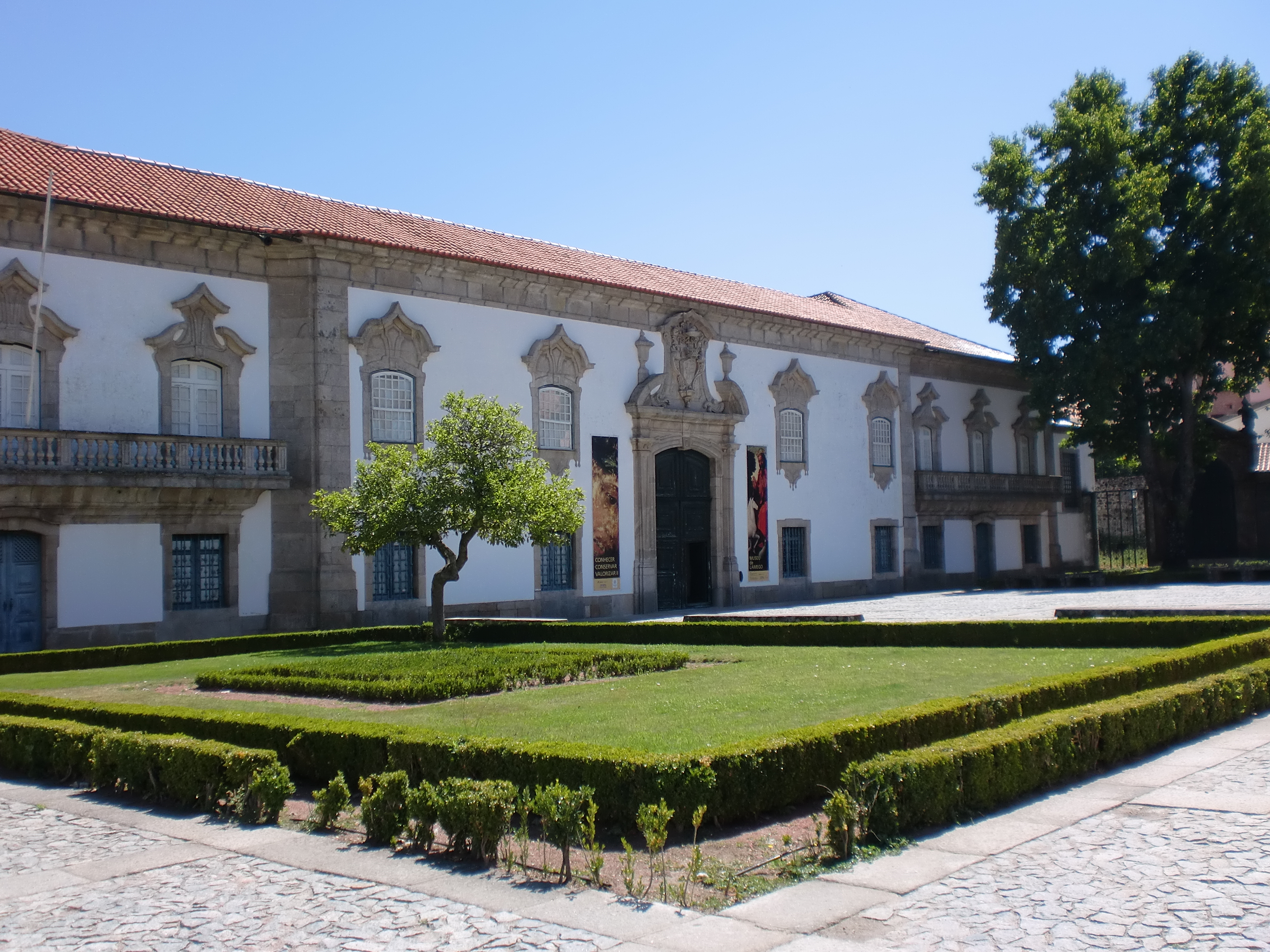
L'ex palazzo episcopale di Lamego, ora sede del museo civico.

La diocesi di Lamego (in latino Dioecesis Lamacensis) è una sede della Chiesa cattolica in Portogallo suffraganea dell'arcidiocesi di Braga. Nel 2023 contava 153.970 battezzati su 157.070 abitanti. È retta dal vescovo António José da Rocha Couto, S.M.P.

## Territorio
La diocesi si estende su parte del distretto di Viseu e in misura minore nel distretto di Guarda (i comuni di Vila Nova de Foz Côa e di Meda).
Sede vescovile è la città di Lamego, dove si trovano la cattedrale dell'Assunzione di Maria Vergine e il santuario barocco della Madonna dei Rimedi, uno dei più scenografici del Portogallo.
Il territorio si estende su 2.848 km² ed è suddiviso in 223 parrocchie, raggruppate in 14 arcipresbiterati: Cinfães, Resende, Castro Daire, Lamego, Tarouca, Vila Nova de Paiva, Armamar, Moimenta da Beira, Tabuaço, São João da Pesqueira, Sernancelhe, Penedono, Vila Nova de Foz Côa e Meda.

## Storia
La storiografia moderna ritiene come un dato acquisito la fondazione della diocesi di Lamego, con territorio ricavato da quello di Viseu, ad opera di Martino di Braga, nell'ambito della riorganizzazione della Chiesa nel regno suebo nella seconda metà del VI secolo. Il primo vescovo documentato è Sardinario, che prese parte al secondo concilio di Braga del 572. Nel precedente concilio del 561 non era presente alcun vescovo Lamacensis, segno che la diocesi fu eretta nel periodo intercorso tra i due concili, probabilmente attorno al 569/570.
Negli atti del concilio del 572, Sardinario figura tra i vescovi suffraganei dell'arcivescovo di Braga, Martino. Solo nel 666 è documentata l'appartenenza di Lamego alla provincia ecclesiastica dell'arcidiocesi di Augusta Emerita.
In seguito alla conquista araba nel 714, la diocesi fu probabilmente soppressa e non sono più noti vescovi per due secoli. Solo sul finire del IX secolo riprende la successione episcopale, con qualche discontinuità; tuttavia in questo periodo i vescovi risiedevano per lo più in Galizia, conservando solo il titolo della diocesi Lamacensis. La serie episcopale è nuovamente interrotta verso la fine del X secolo, dopo il vescovo Jacobo (o Tiago), a causa di un inasprimento dell'offensiva araba nella regione.
In seguito alla riconquista cristiana del territorio e alla liberazione di Lamego (1057), ci furono tentativi per ripristinare l'antica diocesi. Il vescovo Pedro di Lamego è menzionato nel 1071, ma il suo episcopato fu probabilmente effimero e senza atti significativi, e non sono noti altri vescovi fino al secolo successivo.
Il 24 marzo 1101, con la bolla Apostolicae sedis, papa Pasquale II affidò alle cure pastorali del vescovo di Coimbra le due diocesi di Lamego e di Viseu; le due sedi furono governate in questo periodo da un arcidiacono o priore, su mandato del vescovo di Coimbra. Il 18 giugno 1116 lo stesso papa Pasquale II con la bolla Fratrum nostrorum trasferì l'amministrazione della diocesi di Lamego ai vescovi di Porto. La diocesi di Lamego fu definitivamente restaurata con un atto del re Afonso Henriques nel 1147 e resa suffraganea dell'arcidiocesi di Braga.
Nel 1257 entrò a far parte della provincia ecclesiastica dell'arcidiocesi di Santiago di Compostela, ma il 4 luglio 1403 passò alla provincia ecclesiastica di Lisbona. Nello stesso giorno incorporò il territorio della Riba-Côa (una parte della regione di Beira Alta) dal fiume Douro fino a Sabugal per un totale di 60 parrocchie; questo territorio fu ceduto a vantaggio dell'erezione della diocesi di Pinhel (oggi soppressa) il 10 luglio 1770.
Il vescovo Manuel de Noronha (1551-1564) istituì uno studio di teologia e il collegio San Nicola per la formazione del clero. Il seminario vero e proprio fu eretto solo nel 1821 dal vescovo João António Binet Pincio.
Il 12 aprile 1774 Lamego cedette i comuni di Arouca e Castelo de Paiva a vantaggio dell'erezione della diocesi di Aveiro.
Il 30 settembre 1881, in forza della bolla Gravissimum Christi di papa Leone XIII, è stata nuovamente annessa alla provincia ecclesiastica dell'arcidiocesi di Braga. La diocesi contava allora 284 parrocchie con 265.009 fedeli.
Il 20 aprile 1922 ha ceduto una porzione del suo territorio a vantaggio dell'erezione della diocesi di Vila Real.
Il 15 giugno 1953 il capitolo cattedrale è stato riformato con il decreto Cum pervetusti della Sacra Congregazione Concistoriale.

## Cronotassi dei vescovi
Si omettono i periodi di sede vacante non superiori ai 2 anni o non storicamente accertati.
- Sardinário † (menzionato nel 572)
- Filipe † (menzionato nel 589)
- Profuturo † (prima del 633 - dopo il 638)
- Vitarico † (menzionato nel 646)
- Filimiro † (menzionato nel 653)
- Teodísculo o Teodisclo † (menzionato nel 666)
- Gundulfo † (prima del 681 - dopo il 683)
- Fiôncio † (prima del 688 - dopo il 693)
- Branderico † (prima dell'881 - dopo l'886)
- Argimiro † (menzionato nell'893)
- Ornato I † (prima del 916 - dopo il 920)
- Pantaleão † (prima del 922 - dopo il 935)
- Ornato II † (prima del 944 - dopo il 955)
- Jacobo o Tiago † (prima del 969 - dopo il 981)[8]
- Pedro † (menzionato nel 1071)
- Mendo † (1147 - 1173 dimesso)
- Godinho Afonso † (1174 - 1189 deceduto)
- João † (1190 - 1196)
- Pedro Mendes † (1196 - 1209)
- Paio Furtado † (1211 - 1246)
- Martinho † (1247 - 1248)
- Egas Pais † (1248 - 1257)
- Pedro Anes † (1257 - 1270)
  - Domingos Pais † (1271 - 1274 deceduto) (vescovo eletto)
- Gonçalo † (1275 - 1282 deceduto)
- João II † (25 maggio 1286 - 1296)
- Vasco Martins de Alvelos † (1297 - 14 febbraio 1302 nominato vescovo di Guarda)
- Afonso das Astúrias † (14 febbraio 1302 - 3 novembre 1306 nominato vescovo di Salamanca)
- Diogo † (3 novembre 1306 - 10 maggio 1311 nominato vescovo di Zamora)
- Rodrigo de Oliveira † (10 maggio 1311 - 1330 deceduto)
- Salvador Martins, O.F.M. † (12 marzo 1331 - 13 gennaio 1349 deceduto)
- Durando, Durão † (27 luglio 1349 - 1362 deceduto)
- Lourenço † (9 giugno 1363 - 19 settembre 1393 deceduto)
- Gonçalo Gonçalves † (26 gennaio 1394 - 9 febbraio 1419 deceduto)
- Álvaro de Abreu † (21 agosto 1419 - 25 giugno 1421 nominato vescovo di Silves)
- Garcia de Menezes † (25 giugno 1421 - 10 aprile 1426 nominato vescovo di Viseu)
- Luís Gonçalves do Amaral † (5 giugno 1426 - 11 marzo 1431 nominato vescovo di Viseu)
- João Vicente, C.R.S.J.E. † (7 maggio 1431 - 1º aprile 1444 nominato vescovo di Viseu)
- Gonçalo Anes † (1º aprile 1444 - 18 agosto 1447 nominato vescovo di Porto)
- João da Costa † (18 agosto 1447 - 1463 ? dimesso)
- Rodrigo de Noronha † (22 agosto 1463 - settembre 1477 deceduto)
- Martin Pedro † (24 settembre 1477 - 1478 deceduto)
- Gomes de Miranda † (7 giugno 1479 - 21 novembre 1492 deceduto)
- Antonio Pallavicini Gentili † (1492 - 1493 dimesso)
- Fernando Coutinho † (30 marzo 1493 - 24 gennaio 1502 nominato vescovo di Silves)
- João Camelo de Madureira † (24 gennaio 1502 - 1513 dimesso)
- Fernando de Menezes Coutinho e Vasconcelos † (26 agosto 1513 - 24 settembre 1540 nominato arcivescovo di Lisbona)
- Agostinho Ribeiro † (24 settembre 1540 - 24 marzo 1549 deceduto)
- Manuel de Noronha † (22 aprile 1551 - 3 novembre 1564 deceduto)
  - Sede vacante (1564-1570)
- Manuel de Menezes † (20 febbraio 1570 - 16 dicembre 1573 nominato vescovo di Coimbra)
- Simão de Sá Pereira † (28 febbraio 1575 - 13 novembre 1579 nominato vescovo di Porto)
- António Teles de Menezes † (13 novembre 1579 - 1598 deceduto)
- Martim Afonso de Melo † (19 luglio 1599 - ottobre 1613 deceduto)
- Martim Afonso Mexia (de Tovar) † (1º giugno 1615 - 2 dicembre 1619 nominato vescovo di Coimbra)
- João de Lencastre † (21 luglio 1622 - gennaio 1626 deceduto)
- João Coutinho † (14 giugno 1627 - 3 dicembre 1635 nominato arcivescovo di Évora)
- Miguel de Portugal † (14 maggio 1636 - gennaio 1644 deceduto)
  - Sede vacante (1644-1670)
- Luís de Sousa † (15 dicembre 1670 - 8 febbraio 1677 nominato arcivescovo di Braga)
- Luís da Silva Teles, O.SS.T. † (8 marzo 1677 - 9 aprile 1685  nominato vescovo di Guarda)
- José de Menezes † (14 maggio 1685 - 10 marzo 1692 nominato arcivescovo di Braga)
- António Vasconcelos e Sousa † (15 ottobre 1692 - 14 dicembre 1705 nominato vescovo di Coimbra)
- Tomás de Almeida † (6 dicembre 1706 - 22 luglio 1709 nominato vescovo di Porto)
- Nuno Álvares Pereira de Melo † (7 maggio 1710 - 8 maggio 1733 deceduto)
  - Sede vacante (1733-1741)
- Manuel Coutinho, O.Christ. † (2 gennaio 1741 - 7 agosto 1742 deceduto)
- Feliciano de Nossa Senhora † (26 novembre 1742 - 15 aprile 1771 deceduto)
- Nicolau Joaquim Torel da Cunha Manuel † (17 giugno 1771 - 26 luglio 1772 deceduto)
- Manuel de Vasconcellos Pereira † (8 marzo 1773 - 29 gennaio 1786 deceduto)
- João António Binet Pincio † (24 luglio 1786 - 19 settembre 1821 dimesso)
- José de Jesus Maria Pinto, C.R.S.A. † (24 settembre 1821 - 6 marzo 1826 deceduto)
  - Sede vacante (1826-1833)
- José da Assunção Vieira, O.F.M. † (29 luglio 1833 - 18 novembre 1841 deceduto)
  - Sede vacante (1841-1844)
- José de Moura Coutinho † (22 gennaio 1844 - 3 ottobre 1861 deceduto)
- Antonio da Trindade de Vasconcellos Pereira de Melo † (1º ottobre 1863 - 19 novembre 1895 deceduto)
- António Tomás da Silva Leitão e Castro † (19 novembre 1895 succeduto - 3 dicembre 1901 deceduto)
- Francisco José Ribeiro Vieira e Brito † (8 gennaio 1902  - 12 luglio 1935 deceduto)
- Agostino de Jesus e Souza † (12 luglio 1935 succeduto - 16 maggio 1942 nominato vescovo di Porto)
  - Sede vacante (1942-1944)
- Ernesto Sena de Oliveira † (15 giugno 1944 - 29 ottobre 1948 nominato arcivescovo, titolo personale, di Coimbra)
- João da Silva Campos Neves † (29 ottobre 1948 - 2 febbraio 1971 ritirato)
- Américo Henriques † (2 febbraio 1971 succeduto - 19 febbraio 1972 nominato vescovo di Nova Lisboa)
- António de Castro Xavier Monteiro † (1º luglio 1972  - 5 gennaio 1995 ritirato)
- Américo do Couto Oliveira † (5 gennaio 1995 succeduto - 2 dicembre 1998 deceduto)
- Jacinto Tomás de Carvalho Botelho (20 gennaio 2000 - 19 novembre 2011 ritirato)
- António José da Rocha Couto, S.M.P., dal 19 novembre 2011

## Statistiche
La diocesi nel 2023 su una popolazione di 157.070 persone contava 153.970 battezzati, corrispondenti al 98,0% del totale.
| anno | popolazione | popolazione | popolazione | presbiteri | presbiteri | presbiteri | presbiteri                | diaconi | religiosi | religiosi | parrocchie |
| anno | battezzati  | totale      | %           | numero     | secolari   | regolari   | battezzati per presbitero | diaconi | uomini    | donne     | parrocchie |
| ---- | ----------- | ----------- | ----------- | ---------- | ---------- | ---------- | ------------------------- | ------- | --------- | --------- | ---------- |
| 1949 | 224.398     | 224.969     | 99,7        | 224        | 215        | 9          | 1.001                     |         | 11        | 58        | 217        |
| 1970 | 220.112     | 220.114     | 100,0       | 204        | 191        | 13         | 1.078                     |         | 15        | 94        | 221        |
| 1980 | 230.500     | 235.600     | 97,8        | 178        | 162        | 16         | 1.294                     |         | 18        | 86        | 223        |
| 1990 | 171.280     | 172.000     | 99,6        | 186        | 171        | 15         | 920                       |         | 15        | 79        | 223        |
| 1999 | 147.250     | 148.547     | 99,1        | 168        | 157        | 11         | 876                       |         | 12        | 82        | 223        |
| 2000 | 146.826     | 148.123     | 99,1        | 162        | 151        | 11         | 906                       |         | 12        | 79        | 223        |
| 2001 | 143.470     | 144.727     | 99,1        | 151        | 141        | 10         | 950                       |         | 11        | 80        | 223        |
| 2002 | 142.926     | 144.218     | 99,1        | 153        | 143        | 10         | 934                       | 2       | 11        | 79        | 223        |
| 2003 | 145.378     | 147.608     | 98,5        | 157        | 146        | 11         | 925                       | 2       | 12        | 76        | 223        |
| 2004 | 159.758     | 162.297     | 98,4        | 156        | 147        | 9          | 1.024                     | 2       | 10        | 70        | 223        |
| 2013 | 157.500     | 160.700     | 98,0        | 133        | 127        | 6          | 1.184                     | 1       | 6         | 57        | 223        |
| 2016 | 155.400     | 158.600     | 98,0        | 124        | 117        | 7          | 1.253                     | 2       | 7         | 42        | 223        |
| 2019 | 154.000     | 157.200     | 98,0        | 116        | 110        | 6          | 1.327                     | 2       | 6         | 32        | 223        |
| 2021 | 153.800     | 156.900     | 98,0        | 114        | 110        | 4          | 1.349                     | 3       | 4         | 32        | 223        |
| 2023 | 153.970     | 157.070     | 98,0        | 111        | 107        | 4          | 1.387                     | 2       | 4         | 32        | 223        |